# Striglina augescere
Striglina augescere är en fjärilsart som beskrevs av Paul E. Whalley 1971. Striglina augescere ingår i släktet Striglina och familjen Thyrididae. Inga underarter finns listade i Catalogue of Life.